# Régiments de cavalerie français d'Ancien Régime (A)
Cet article présente la liste des régiments de cavalerie français d'Ancien Régime, commençant par la lettre A.

## Régiment d'Aguilar cavalerie
- Régiment d'Aguilar cavalerie

Ce régiment catalan est levé, le 6 janvier 1647, par Joseph de Margarit, marquis d'Aguilar dans le cadre de la guerre des Faucheurs. Il combat en Catalogne, et participe au siège de Lérida en 1647, et au siège de Tortose en 1648. En garnison à Barcelone en 1651 et 1652, il se trouve au siège de Gérone, au combat de Bordilly en 1653, à la prise de Villefranche et de Puycerda en 1654, au combat du Cap-de-Quiers, au secours de Solsone en 1655. Le 29 novembre 1658 le régiment réduit à une compagnie franche.

## Régiment d'Alègre dragons
- Régiment d'Alègre dragons

Le régiment est formé, le 27 mai 1635, sur le pied de 500 chevaux, par Claude Yves, marquis d'Alègre dans le cadre de la guerre de Trente Ans. Le régiment combat en Lorraine et en Allemagne en 1636. Il est cassé le 30 juillet 1636.

## Régiment d'Alègre cavalerie
- Régiment d'Alègre cavalerie

Le régiment est levé, le 7 juillet 1650 par Louis marquis d'Alègre dans le cadre de la guerre franco-espagnole. Après avoir servit en Bourgogne et en Italie, il rejoint la Catalogne en 1651, et reste en garnison à Barcelone puis revient en Italie avant de retourner à Barcelone au printemps 1652. Le régiment est cassé pour mutinerie le 20 octobre 1652.

## Régiment d'Alais cavalerie
- Régiment d'Alais cavalerie

Le régiment est formé, de six compagnies françaises tirées du régiment de Gassion cavalerie, le 28 novembre 1641, par Jacques de Cambis, baron d'Alais, pour participer à la Guerre franco-espagnole. Envoyé en Roussillon, il participe aux prises de Collioure et de Perpignan, et à la bataille de Lérida en 1642, aux combats de Flix, de Mirabel, et du Cap de Quiers en 1643. Il passe en Italie puis revient en Catalogne et se trouve au siège de Lérida en 1644, aux prises de Roses, de Llorens et de Balaguer en 1645, aux sièges de Lérida en 1646 et 1647, et au siège de Tortose en 1648. Le régiment est en garnison à Barcelone de 1649 à 1652 et il défend la ville en 1651-1652 puis il participe au combat de Palamos en 1653. Il prend le nom de régiment de Léran cavalerie en août 1653 après avoir été donné à M. de Léran.

## Régiment d'Albret cavalerie
- Régiment d'Albret cavalerie

Le régiment est levé, par François Amanjeu, chevalier d'Albret. Engagé en Champagne en 1652, il participe au siège de Sainte-Menehould en 1653 et au secours d'Arras en 1654. Il prend le nom de « régiment de Monglat cavalerie », après avoir été donné, en 1655, à François de Paule de Clermont, marquis de Monglat.

## Régiment des chasseurs d'Alsace
- Régiment des chasseurs d'Alsace

## Régiment de l'Altesse cavalerie
- Régiment de l'Altesse cavalerie

Le régiment est levé, sous ce nom, le 31 décembre 1643, pour Gaston, duc d'Orléans le frère du roi Louis XIV. Mis sous le commandement du mestre de camp-lieutenant Ferry II de Choiseul, vicomte d'Hôtel, il est engagé dans la guerre de Trente Ans et, envoyé en Flandre, il participe au siège de Gravelines en 1644, et à la prise de Cassel, et de Mardyck en 1645. Cette même année le baron de Choiseul-Beaupré en devient le nouveau mestre de camp-lieutenant et le régiment assiste aux prises de Courtrai et de Bergues en 1646. Le 6 juin 1647 le régiment passe sous le commandement de Charles, comte de Brancas et combat au siège de Lens en 1647, à la prise d'Ypres, à la bataille de Lens en 1648, au blocus de Paris, aux sièges de Cambrai et de Condé en 1649 et à la bataille de Rethel en 1650. Le 4 janvier 1651 Charles Martin, marquis de Crèvecœur en devient son nouveau mestre de camp-lieutenant. Il combat en Flandre, passe en Italie en 1653 et se trouve engagé à la bataille de Bormida en 1654. Revenu en Flandre en 1658, il participe à la bataille des Dunes cette même année et il est licencié en Flandre le 13 février 1660, après la mort de Gaston de France.

## Régiment d'Amilly cavalerie
- Régiment d'Amilly cavalerie

Le régiment est levé le 16 janvier 1649, sur le pied de 10 compagnies, par Jean, marquis d'Amilly qui le cède, le 16 février, à Antoine du Bec-Crespin, comte de Moret. Le régiment prend alors le nom de régiment de Moret cavalerie

## Régiment d'Angoulême dragons
- Régiment d'Angoulême dragons
- Régiment d'Anjou cavalerie[2]

## Régiment d'Apchon cavalerie
- Régiment d'Apchon cavalerie

Ce régiment est levé le7 avril 1649, par Louis, marquis de Saint-Germain d'Apchon. Il est licencié après les troubles.

## Régiment d'Archiac cavalerie
- Régiment d'Archiac cavalerie

Le « régiment d'Archiac cavalerie » est incorporé en 1761 dans le régiment du Roi cavalerie.

## Régiment d'Armagnac cavalerie
- Régiment d'Armagnac cavalerie

c'est l'autre nom du régiment de Gohas cavalerie

## Carabins d'Arnaud
- Carabins d'Arnaud

Ces soldats son enrégimentés le 1er avril 1622, devant La Rochelle, sous l'autorité d'un mestre de camp général, Isaac Arnaud de Corbeville, placé sous les ordres du colonel général de la cavalerie légère. Cette unité est formée de 16 compagnies sur pied. Engagée pour combattre le rébellions huguenotes, l'unité participe au blocus et au siège de La Rochelle jusqu'en 1628, puis il se trouve aux campagnes de 1629 et 1630 en Savoie, en Languedoc de 1631 à 1632 et en Lorraine en 1633 et 1634. Le corps est séparé le 16 mars 1635 des compagnies de carabins étrangers qui étaient venues le grossir. Engagé dans la guerre franco-espagnole, il rejoint l'armée de Picardie de 1635 à 1636, et combat en Flandre de 1637 à 1639, en Picardie de 1640 à 1642, en Lorraine en 1643, en Allemagne en 1644 et 1645, en Catalogne en 1645, en Flandre et Catalogne en 1646, en Catalogne en 1647, en Flandre en 1648 et 1649, en Flandre et Champagne en 1650, en Picardie en 1651 et 1652, en Flandre en 1653, en Champagne et en Flandre en 1654. L'unité prend le nom de Carabins de Vandy après avoir été donné le 24 octobre 1654, avec la charge de mestre de camp général des carabins, à Claude-Absalon-Jean-Baptiste d’Aspremont, marquis de Vandy.

## Régiment d'Artois cavalerie
- Régiment d'Artois cavalerie

## Régiment d'Artois dragons
- Régiment d'Artois dragons

## Régiment Étranger d'Arzilliers dragons
- Régiment Étranger d'Arzilliers dragons

Ce régiment est formé le 24 janvier 1638 dans le cadre de la guerre de Trente Ans, avec les compagnies étrangères du régiment de dragons de Saint-Rémy sous les ordres du mestre de camp, Alexandre Perrinet, baron d'Arzilliers. Envoyé en Italie le régiment participe au secours de Verceil, en 1638, à l'attaque des retranchements de Cencio, au siège de Chivasso, combat de La Route (La Rotta), en Piémont, près de Carmagnole, en 1639, au siège de Turin en 1640, aux combats d'Ivrée, de Chivasso et de Coni en 1641, aux prises de Crescentino, de Nice et de Tortone en 1642, aux prises de Trino et d'Asti en 1643, aux prises de Santia et du château d'Asti en 1644 puis il est envoyé en Allemagne en 1647. Il prend le nom de régiment de dragons-étrangers des Fourneaux après avoir été donné, en 1648, à Antoine de Greffain des Fourneaux.

## Régiment d'Aubais cavalerie
- Régiment d'Aubais cavalerie

Le régiment est formé, le 24 janvier 1638, par Louis de Baschi, baron d'Aubais dans le cadre de la guerre de Trente Ans. Envoyé en Flandre, l'unité participe au siège et au combat de Saint-Omer en 1638, au siège et bataille de Thionville en 1639, au siège et combat d'Arras en 1640. Envoyé en Catalogne, il participe aux prises de Lescouvette, de Vals, de Constantin, au siège de Tarragone, et au combat d'Almenas en 1641 puis à l'assaut de Tamarit, au combat de Lérida en 1642, aux combats de Flix, de Mirabel, et du Cap de Quiers en 1643. Le mestre de camp meurt le 13 novembre 1646, en Catalogne et il donné le même jour à Jean Révérend de Bougy, il prend alors le nom de « régiment de Bougy cavalerie ».

## Régiment d'Aubeterre cavalerie
- Régiment d'Aubeterre cavalerie[5]

Le régiment est levé, le 4 octobre 1651, par François d'Esparbès de Lussan, vicomte d'Aubeterre en Guyenne. Il combat en Lorraine en 1653, en Guyenne en 1654, en Catalogne en 1655, en Guyenne en 1656 et en Catalogne en 1657. Il est licencié à la fin de cette campagne.

## Régiment d'Aubusson Saint-Paul
- Régiment d'Aubusson Saint-Paul

C'est l'ancien régiment de La Feuillade cavalerie (1701-1702), qui est renommé « régiment d'Aubusson Saint-Paul cavalerie » après avoir été donné le 4 mars 1702, à André-Joseph, marquis d'Aubusson Saint-Paul. Dans le cadre de la guerre de Succession d'Espagne, il combat en Flandre en 1702, en Bavière, et participe à la bataille de Höchstädt en 1703, se trouve sur la Moselle en 1705, en Flandre et à la bataille de Ramillies en 1706, à la bataille d'Audenarde en  1708, sur le Rhin en 1709 et participe aux sièges de Landau et de Fribourg en 1713 avant de rejoindre le camp de la Saône en 1714 après le traité d'Utrecht. Il prend le nom de régiment de Cayeux cavalerie après avoir été donné, le 6 mars 1719, à Jean-Joachim Rouhault de Gamaches, comte de Cayeux.

## Régiment d'Aumont cavalerie (1638-1644)
- Régiment des Cuirassiers du Roi

Ce régiment est le 13e des 36 régiments de cavalerie organisés le 24 janvier 1638, d'après les idées du cardinal de Richelieu, et son premier mestre de camp a été Charles, marquis d'Aumont. Le régiment prend le nom de régiment de Villequier cavalerie, après la blessure mortelle du marquis d'Aumont, le 5 octobre 1644, devant Landau, qui est remplacé par son frère le marquis de Villequier.

## Régiment d'Aumont cavalerie (1652-1654)
- Régiment d'Aumont cavalerie (1652-1654)

Ce régiment est levé le 14 février 1652, par le maréchal Antoine d'Aumont. Il combat en Picardie et est incorporé, en 1654, dans le régiment des Cuirassiers du Roi.

## Régiment d'Aumont cavalerie (1728-1743)
- Régiment d'Aumont cavalerie (1728-1743)

C'est l'ancien régiment de Bongars cavalerie, qui est renommé « régiment d'Aumont cavalerie »  après avoir été donné à Louis-Marie-Augustin, duc d'Aumont, le 14 août 1728. Il prend le nom de régiment du Prince Camille cavalerie après avoir été donné à Camille Louis de Lorraine, prince Camille, le 20 juillet 1743.

Régiment d'Aumont cavalerie
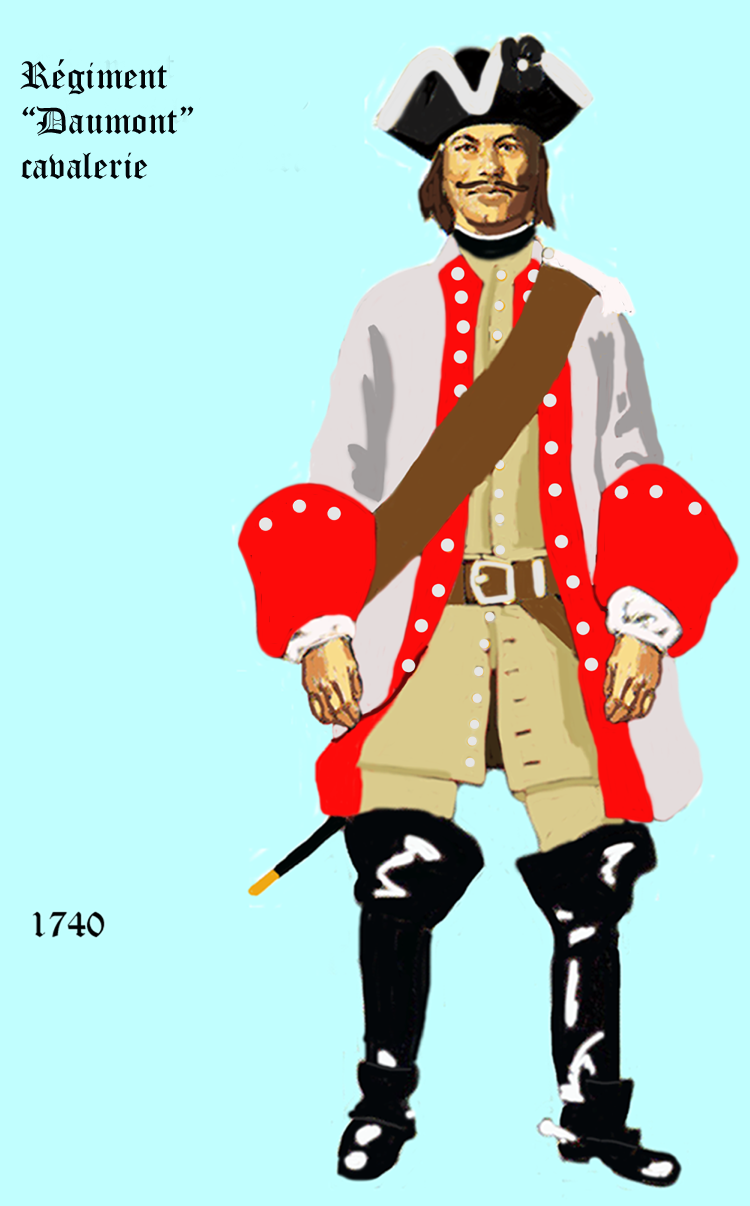
de 1740 à 1757.

## Régiment d'Auneuil cavalerie
- Régiment d'Auneuil cavalerie

C'est l'ancien régiment de Balivières cavalerie, qui est renommé « régiment d'Auneuil cavalerie »  après avoir été donné à N. comte d'Auneuil, en 1690. Il prend le nom de régiment de Saint-Pouanges cavalerie après avoir été donné à François Gilbert Colbert, marquis de Saint-Pouanges, le 20 décembre 1696.

## Régiment d'Avarez cavalerie
- Régiment d'Avarez cavalerie réformé le 10 décembre 1698[7]